# 15. Infanterie-Brigade (Deutsches Kaiserreich)
Die 15. Infanterie-Brigade war ein Großverband der Preußischen Armee.

## Geschichte
Die 15. Infanterie-Brigade wurde am 5. November 1816 in Erfurt als Infanterie-Brigade der Truppen-Brigade aufgestellt,  am 5. September 1818 in 8. Infanterie-Brigade umbenannt und am 4. Mai 1852 mit der endgültigen Bezeichnung 15. Infanterie-Brigade versehen. Sie hatte dort bis 1899 ihren Standort, als die Einheit nach Halle an der Saale verlegt wurde und war Teil der 8. Division mit Standort in Erfurt, die dem IV. Armee-Korps in Magdeburg zugeordnet war. 

### Gliederung
- 1820 bis 1851

31. Infanterie-Regiment (3. Magdeburgisches), 32. Infanterie-Regiment (4. Magdeburgisches)
- 1852 bis 1859

31. Infanterie-Regiment, 31. Landwehr-Regiment
- 1860 bis 1867

1. Thüringisches Infanterie-Regiment Nr. 31, 3. Thüringisches Infanterie-Regiment Nr. 71, 1. Thüringisches Landwehr-Regiment Nr. 31
- 1868 bis 1869

Wie vor, zusätzlich 3. Thüringisches Landwehr-Regiment Nr. 71
- 1871 bis 1888

Magdeburgisches Füsilier-Regiment Nr. 36, 3. Thüringisches Infanterie-Regiment Nr. 71, 1. Thüringisches Landwehr-Regiment Nr. 31, 3. Thüringisches Landwehr-Regiment Nr. 71
- 1889 bis 1897

Wie vor, ohne Landwehr-Regimenter
- 1897 bis 1899

3. Thüringisches Infanterie-Regiment Nr. 71, 7. Thüringisches Infanterie-Regiment Nr. 96
- 1899 bis 1914

Füsilier-Regiment General-Feldmarschall Graf Blumenthal (1. Magdeburgisches) Nr. 36
Anhaltisches Infanterie-Regiment Nr. 93
- Kriegsgliederung bei Mobilmachung 1914

Wie vor, zusätzlich Magdeburgisches Jäger-Bataillon Nr.4

### Deutscher Krieg 1866
Im Krieg Preußens gegen das Kaisertum Österreich war die Brigade mit ihren Infanterie-Regimentern Nr. 31 und Nr. 71 an den Kämpfen beteiligt. 

### Deutsch-Französischer Krieg 1870/1871
Im Deutsch-Französischen Krieg war die Brigade im Verband der 8. Division an der Schlacht bei
Weißenburg beteiligt.

### Erster Weltkrieg
Mit der Mobilmachung im August 1914 musste die Brigade das Brigade Ersatz Bataillon 16 aufstellen und kam im Verband der 8. Division bis zu ihrer Auflösung am 21. März 1915 ausschließlich an der Westfront zum Einsatz. 
Zu den Kampfhandlungen, Gefechten und Schlachten siehe Kampfgeschehen der 8. Division.

### Brigadekommandeure
| Name                                           | Datum                                              |
| ---------------------------------------------- | -------------------------------------------------- |
| 8. Infanterie-Brigade                          |                                                    |
| Friedrich Wilhelm Ludwig von Jagow             | 5. November 1816 bis 28. Mai 1821                  |
| Anton Friedrich Florian von Seydlitz-Kurtzbach | 29. Mai 1821 bis 29. März 1831                     |
| Friedrich Wilhelm Karl von Grabow              | 30. März 1831 bis 29. März 1838                    |
| Otto von Drigalski                             | 30. März 1838 bis 15. Mai 1844                     |
| Ernst von Breßler                              | 16. Mai 1844 bis 21. März 1845                     |
| Hans Wilhelm von Schack                        | 22. März 1845 bis 11. Oktober 1849                 |
| Leopold Neander von Petersheyden               | 12. Oktober 1849 bis 18. Februar 1852              |
| August von Schoeler                            | 19. Februar 1852 bis 29. April 1852                |
| 15. Infanterie-Brigade                         |                                                    |
| August von Schoeler                            | 29. April 1852 bis 22. Mai 1854                    |
| Karl Gustav von Kessel                         | 23. Mai 1853 bis 17. Dezember 1856                 |
| Franz von Borcke                               | 18. Dezember 1856 bis 29. August 1860              |
| Hermann von Plessen                            | 30. August 1860 bis 24. Juni 1864                  |
| Julius von Bose                                | 25. Juni 1864 bis 29. Oktober 1866                 |
| Alexander Stoltz                               | 30. Oktober 1866 bis 17. Oktober 1868              |
| Franz von Keßler                               | 18. Oktober 1868 bis 21. März 1873                 |
| Moritz von Frankenberg und Ludwigsdorf         | 22. März 1873 bis 4. Januar 1875                   |
| Oswald von Loebell                             | 5. Januar 1875 bis 2. August 1877                  |
| Konstantin von Boltenstern                     | 3. August 1877 bis 12. Mai 1880                    |
| Hermann von Schmeling                          | 13. Mai 1880 bis 9. April 1884                     |
| Max Hans Karl Adolf Heinrich Hermann Ihßen     | 10. April 1884 bis 31. Dezember 1886               |
| Richard Petersen                               | 1. Januar 1887 bis 15. Mai 1888                    |
| Friedrich von Hassel                           | 16. Mai 1888 bis 21. März 1889                     |
| Sylvius Ferdinand von Stwolinsky               | 22. März 1889 bis 20. September 1890               |
| Viktor von Lignitz                             | 21. September 1890 bis 8. Juni 1891                |
| Bruno Roeßel                                   | 9. Juni 1891 bis 16. Februar 1896                  |
| Karl von Funck                                 | 17. Februar 1894 bis 16. Dezember 1896             |
| Otto von Liebermann                            | 17. Dezember 1896 bis 14. Juni 1899                |
| Friedrich von Tippelskirch                     | 15. Juni 1899 bis 6. Juli 1901                     |
| Ludwig von Held                                | 7. Juli 1901 bis 9. April 1906                     |
| Georg von Lüttwitz                             | 10. April 1906 bis 1. April 1908                   |
| Bogislav von Schwerin                          | 2. April 1908 bis 26. Januar 1911                  |
| August Isbert                                  | 27. Januar 1911 bis 4. März 1913                   |
| Paul von Reichenau                             | 5. März 1913 bis 4. Oktober 1914                   |
| Ernst II. von Sachsen-Altenburg                | 5. Oktober 1914 bis 6. Oktober 1914                |
| Thaddäus von Jarotzky                          | 7. Oktober 1914 bis 24. November 1914              |
| Fritz von Zehmen                               | 25. November 1914 bis 21. März 1915 (Auflösung)    |
| Gustav von Westernhagen                        | 5. Februar 1919 bis 15. Mai 1919 (Demobilisierung) |